# ドライビングコンテスト
ドライビングコンテストは、ゴルフにおけるティーショットの飛距離を争う競技。日本ではドラコンとも略される。

## 競技の仕方
一般にはティーショットをクラブ（通常はドライバー（1番ウッド））を使って打ち、その飛距離を争うもの。打ち方自体は、ストロークやマッチプレーと同じように普通に打てばよい。そしてその打球のフェアウェーに落ちたボールの飛距離によって順位を決定する。ラフやバンカー、OBとなったものは失格となる。飛距離を競う関係上、通常はパー5以上のロングホールにて行われる。
競技としては通常のゴルフコンペ・トーナメントの中で行われるものと、単独の競技会として行われるものがある。単独の競技として行われるドラコンについては、2016年現在はさらに以下の2種類に分ける場合がある。
ロングドライブコンテスト
単純にティーショットの飛距離を競うもの。クラブ長の上限が50インチまで認められるなど、通常のゴルフ規則の適用外となるクラブも一部使用可能である。
プロドラコン
飛距離だけではなく、ショットの正確性なども含めた形でティーショットの技術を競う。クラブの性能制限についても通常のゴルフ規則のものが適用される。

## 有名なドラコン大会
- LDA世界ドラコン選手権
- マンシングウェアー・レディース 東海クラシック（2日目に日本女子プロゴルフ協会公認「LPGAドライビング女王コンテスト大会」が行われる）[6]
- ドラコン日本選手権（2000年より開催。それ以前はゴルフダイジェストトーナメントの期間中に「ドラコン日本一コンテスト」として行われていたが、同大会が1997年で廃止され、2年間の空白を開けて、独立した大会として行われている）[7]

## ドライビングディスタンス
ドラコンに類似した種目として、「ドライビング・ディスタンス」と呼ばれるコンテストがある。これは、ツアー競技の期間中、指定されたロングホール2ホール（イン・アウト各1ホールずつ）での平均飛距離を競うコンクールで、1985年ごろからPGAツアー（アメリカ）で実施され、日本では1996年に当時のJPGAツアー（現日本ゴルフツアー機構）が試験導入し、その後1999年から正式に採用されている